# 진주 강씨 (강이식)
진주 강씨(晉州 姜氏)는 고구려 병마도원수(兵馬都元帥) 강이식(姜以式) 장군을 시조로 하고 태중대부 판내의령 (太中大夫判內議令)을 역임한 강진(姜縉)을 득관조(得貫祖)로 하는 한국의 성씨이다. 진양 강씨(晋陽 姜氏)라고도 한다.

## 역사

### 기원
- 원시조는 삼황오제 중 한분이신 염제신농씨(강석년, 姜石年)이시다.

- 비조는 제나라 초대 국왕, 제 태공 강상(姜尙)이시다.

### 시조 강이식

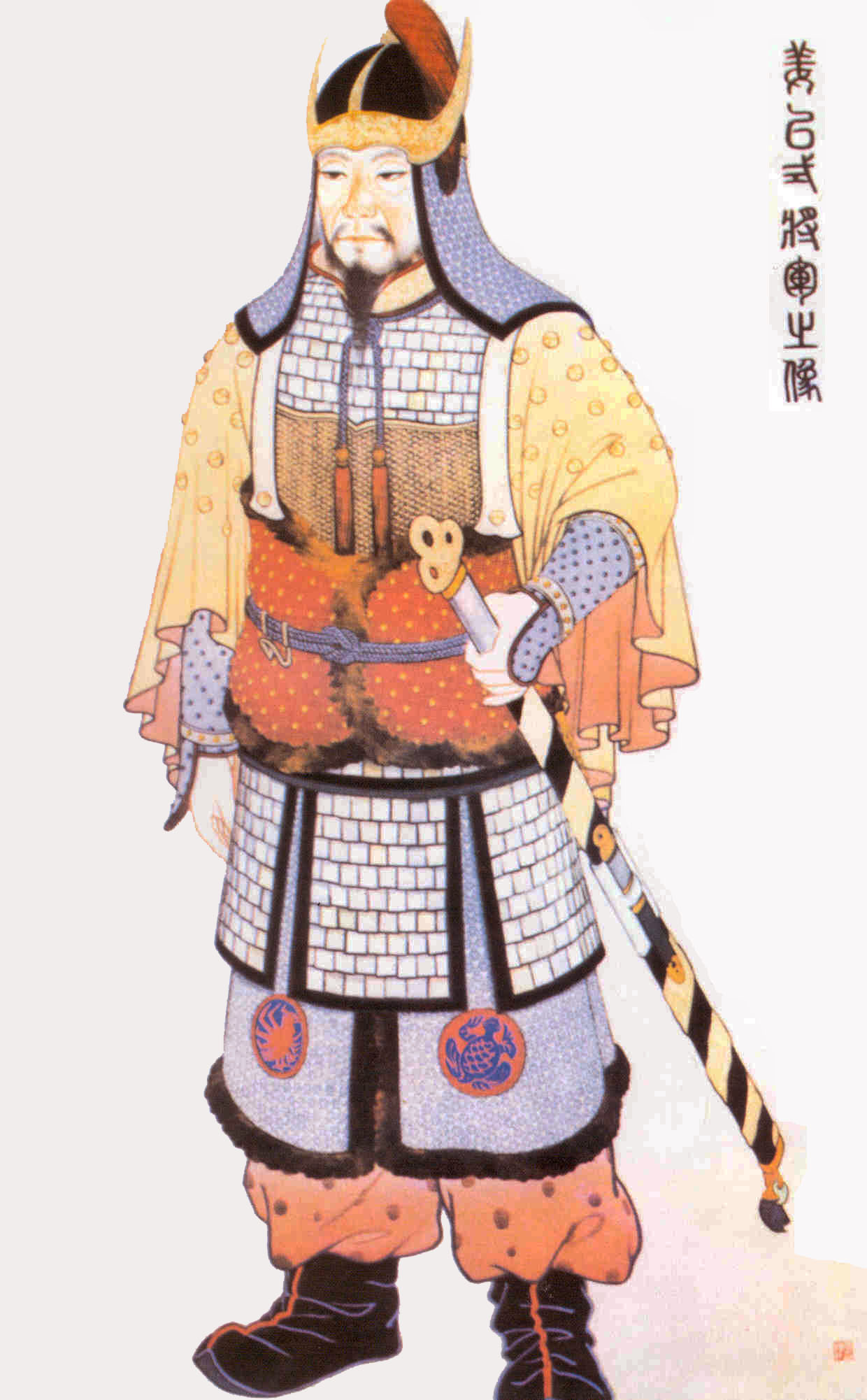
강이식 장군(진주 봉산사)

태초에 대륙에서 이주한 강씨 이후 고구려 말 강이식이란 인물이 고구려 평양으로 도래하여 온다. 진주강씨(晉州姜氏)의 시조는 중국의 강태공의 자손인 제(齊)나라 국성 천수강씨(天水姜氏)의 지파인 광동강씨(廣東姜氏)의 일족이자, 고구려 병마도원수(兵馬都元帥)를 역임한 강이식(姜以式) 장군이다.
신채호(申采浩)의 《조선상고사(朝鮮上古事)》에 따르면, 묘(墓)는 만주(滿洲) 심양현(瀋陽縣) 봉길선 원수림 역 앞에 병마원수강공지총(兵馬元帥姜公之塚)이라는 큰 비석이 있었고 현재 그 돌조각과 거북좌대가 묘역에 남아 있다.
1. 기원전 386년 제나라 강공[康公, 이름은 강대(姜貸)] 때에 이르면 규성(嬀姓) 전씨(田氏)들에 의해 나라를 찬탈 당하게 되고, 이에 따라 강씨들은 전씨들로부터의 화를 피하여 전국으로 뿔뿔이 흩어져야만 했다. 중국의 동쪽인 산동을 떠나 방랑하던 강씨들 중 일부는 유방이 한(漢)나라를 건국할 즈음인 기원전 2세기 무렵, 중국의 서쪽인 천수(天水)에 정착하기에 이른다. 천수는 염제신농씨가 태어난 곳이다. 이로부터 약 700여 년이 더 지나면 이곳 천수에서 강이식(姜以式)이라는 분이 나타나게 된다. 그는 양견(楊堅: 수 문제)을 도와 당시 남북조로 갈라져 있던 중국을 통일하고 수(隋)나라를 건국하는 데 많은 공을 세운 인물이다 이 사실은 812년에 당나라의 임보(林寶)가 지은 『원화성찬(元和姓纂)』의 ‘生太公封齊爲田和所滅子孫分散…因天水上縣漢初以豪族徙關中遂居天水[강태공은 제나라의 제후가 되었고, 전화(田和)에 의해 제위를 찬탈 당하자 그 자손들은 흩어졌다. … 자손들은 천수(天水)의 규현(縣)에 몸을 의지하였다가 한나라 초기에 호족으로서 관중으로 이주하였으나 결국은 천수에 정착하였다]’라는 기록과 강익문(姜翼文, 1568~1648)의 문집인 『당암집(戇庵集)』에 ‘公天水縣人其先本山東豪族系出齊康公漢太祖時移于天水縣[공(강이식)은 천수현 사람이다. 그 조상은 본래 산동의 호족이었는데 제나라 강공의 후예였으며 한나라 유방 때 천수현으로 옮겨와 살았다]’라는 기록, 그리고 중국 『광동 강씨보(廣東姜氏譜)』의 ‘公佐太祖以定天下後煬帝簒位公以退野[공(강이식)이 태조(수나라 문제)를 도와 중국 천하를 안정시켰으나 (태조의 아들인) 양제가 제위를 찬탈하자 벼슬에서 물러났다]’라는 기록을 종합하면 확인할 수 있다 강이식은 임유관 전투 승리의 주역은 아니었지만 수나라에서 귀화하여 고구려의 장수가 된 후에는 수나라에 맞서 싸웠다. 이것은 조선 선조 때의 학자인 권문해(權文海)가 89년에 편찬한 『대동운부군옥(大東韻府群玉)』에 ‘高句麗時姜以式爲兵馬元帥以禦隋師(고구려 때 강이식은 병마원수로 수나라의 군대를 물리쳤다)’고 기록되어 있는 것과 강이식의 묘가 고구려 군영 안에 조성되어 있었다는 사실로 충분히 증명이 가능하다. 그의 묘가 있다고 알려진 마을은 ‘중국 요녕성 무순시 장당향 고려영자촌 원수림’인데 고려영이란 고구려 군영이라는 뜻이고, 원수림이라는 명칭은 묘하게도 강이식의 직책인 병마원수와 일치하고 있다. 현재 강이식의 묘소는 중국에 의해 묘비가 파괴되는 등 심하게 훼손되어 누구의 묘인지 확인하기가 어려운 상태라고 한다. 하지만 1930년 강씨 문중에서 그곳을 방문했을 당시에는 묘비에 ‘고구려병마원수강공지총(高句麗兵馬元帥姜公之塚)’이라고 새겨져 있었다는 사실이 족보에 기록되어 전하고 있고, 또한 일제강점기 때 그곳의 보장(군수)이었던 강보환(姜寶煥)이 그 묘소가 강씨의 시조 묘라 하여 극진히 보살폈으며 죽을 때 묘를 부탁하는 편지까지 남겼다고 한다. 이런 정황에 따르면 강이식 장군의 묘는 고구려·수나라 간 접전 지역에서의 고구려 군영 안에 호화롭게 조성되어 있었던 것으로 보이며, 이것은 강이식이 수나라와의 전투에서 고구려군의 장수로 참전했다는 것을 보여주는 유력한 증거로 여겨질 수 있는 것이다. 지금까지의 모든 논의를 종합해보면, 수 문제가 고구려를 침략하여 벌어진 임유관 전투에서는 강이식이 고구려 측 장수로 참전하지 않았고, 문제를 죽이고 왕이 된 양제가 고구려를 재차 침공하자 강이식은 수나라의 병마원수로서 고구려와의 전쟁에 참여하였던 것이며, 그 이후에 강이식은 고구려로 귀화하여 고구려의 병마원수로서 수나라의 공격을 막았던 것을 알 수 있다. 따라서 『숙종 을축년보』와 『당암집』에서는 강이식이 고구려의 병마원수인지 수나라의 병마원수인지 알 수 없다고 하였으나 사실 강이식은 수나라의 병마원수였다가 후에 고구려의 병마원수로 활동하였다고 보는 것이 타당할 것이다.  강이식은 진주 강씨의 시조 『전경』에 ‘강씨는 상고 신농씨로부터 시작되고… 우리나라에 건너온 시조는 이식이니…’(행록 1장 1절)라고 하였듯이, 강이식은 수나라 때 우리나라로 건너와 진주 강씨의 시조가 된 분이다. 이 사실을 증명해주는 자료는 몇 가지가 있는데, 그 중에서 중요한 것은 최산두(崔山斗, 1483~1536)가 지은 「대사간 서계공 휘 렬(姜烈, 1400~1465, 조선 문종 때 판중추원사를 지냄) 행록」의 ‘遠祖姜以式爲隋元帥伐高句麗因留東國(첫 조상은 강이식이니 수나라 원수가 되어 고구려를 치고 그대로 머물렀다)’라는 기록이다. 초계 최씨(草溪 崔氏)의 시조인 최산두는 사인(舍人) 벼슬을 지낸 분으로서 문장이 뛰어나 ‘호남의 삼걸’로 알려졌던 분이다. 이 분이 「서계공 행록」을 언제 지었는지는 분명하지 않지만 대략 그 시기가 1500년대 초기일 것은 확실하다. 「서계공 행록」은 『진주 강씨 대동보(大同譜)』에도 실려 있으며, 현재 전해지는 강이식 관련 문헌들 중에서 가장 오래된 것이라는 점에서 강이식이 수나라 때 우리나라로 귀화하였음을 입증해주는 중요한 사료라 하겠다. 또한 예조참의를 지낸 남양희(南梁喜)가 1559년에 찬한 「서계공 묘비문」에도 ‘晉陽姜氏自隋元帥諱以式出留東方世有名德赫赫於羅麗至我[진양(=진주의 옛 이름) 강씨는 수나라 원수 이식이 나타나 동방에 머물면서 그 후손들이 신라와 고려를 거쳐 지금까지 대대로 이름나고 덕망이 혁혁한 집안이다]’라는 기록이 있으며, 『당암집(戇庵集)』에도 ‘姜氏貫慶尙道晉州郡隋煬帝時元帥公始出東國奠于晉陽(강씨의 본관은 경상도 진주이니, 수나라 양제 때 원수공(강이식)께서 처음 동국에 나오셔서 진양(진주)에 자리를 잡았다)’라고 하여 위 사실을 확인시켜주고 있다.

경상남도 진주시 상봉서동 871-1에 강이식 장군을 모신 봉산사가 있다. 해마다 음력 3월 10일에 그를 제향한다.

### 진양후 강진
6세손 강택인(擇仁)이 839년에 복업과에 합격하여 밀직부사(密直副使) 등을 지낸 후 진안후(晋安侯)에 봉해졌고, 그의 아들 강진(縉)은 역시 875년에 숭인전사운과(崇仁殿四韻科)에 장원급제(壯元及第)하여 진양후(晉陽侯)에 봉해졌다.
이는 고구려 멸망 이후 안동지방 준재(俊才)를 발탁하기 위해 실시한 과거에서 득관조 강진(姜縉)이 650년 경에 출생하여  676년 전에 이미 과거에 장원급제한 후 태중대부 판내의령 (太中大夫判內議令)을 역임하다가 진양후(晋陽候)에 봉해진 이후이다. 이 때부터 진주강씨의 본관을 진주(晉州)로 하게 되었다.
태백오현 도은공, 잠은공 형제 가문이 경북 지방에 정착하여 후대에 많은 문과 급제자를 배출하였다.

## 분파
각 파를 보면 강이식을 동일 시조로 하여 강계용(姜啓庸)을 중시조로 하는 박사공파(博士公派)가 있고, 강위용(姜渭庸)을 중시조로 하는 소감공파(少監公派), 강원용(姜遠庸)을 중시조로 하는 시중공파(侍中公派), 강민첨(姜民瞻)을 중시조로 하는 은열공파(殷烈公派), 강감찬(姜邯贊)의 아버지 강궁진(姜弓珍)을 중시조로 하는 인헌공파(仁憲公派)가 있다. 박사공파는 어사공파(御使公派)라고도 하며, 시중공파는 관서대장군파(關西大將軍派)라고도 한다. 인헌공파는 강감찬의 출생지가 금천(衿川)이라고 하여 금천(서울 금천구)강씨라고도 한다. 고구려 강이식 장군은 597년(고구려 영양왕 8년) 수 문종이 침략을 하려고 무례한 국서(國書)를 고구려에 보내오자, "이러한 오만무례한 국서는 붓으로 답할 것이 아니라 칼로 대답해야 한다"고 주장하며, 이듬해 병마원수(兵馬元帥)로서 정병 5만 명을 이끌고 참전하였다고 한다. 이듬해에는 대병력을 이끌고 요서(遼西)에서 수나라 요서총관 위충(韋沖)과 교전한 뒤, 임유관(臨谕關)으로 거짓 후퇴하였다가 다시 수군을 이끌고 바다로 나가 수나라 수군총관 주나후(周羅喉)의 30만 수군을 크게 격파하고 개선하였다고 한다.

## 박사공 삼형제파(博土公 三兄弟派)
박사공삼형제파는 진주강씨의 3대산맥으로 그 후손이 번성하여 1백만명을 헤아린다.
다시 박사공파:계용(博士公派:啓庸)·소감공파:위용(少監公派:渭庸)·시중공파:원용(侍中公派:遠庸)로 구분되고,
박사공·소감공·시중공의 아버지 창서 彰瑞를 공동 중시조로 삼는다.
박사공파 (博士公派)
박사공파의 중시조는 강계용이다. 그는 국자박사(國子博士)로 고려 원종 때 통신사서상관으로 일본을 다녀왔다.
박사공파는 박사공의 손자 사첨(師瞻)이 어사를 지냈다 하여 어사공파(御史公派)라고도 하며,
박사공(博士公)의 손자 강사첨(姜師瞻)의 5세손 중 첫째 아들 강회백의 후손은 통정공파(通亭公派)를, 둘째 아들 강회중(姜淮仲)의 후손은 통계공파(通溪公派)를 형성하고 있다.

통정공파의 파조 강회백은 고려 말에 대사헌을 지내고 조선 개국 후 동북면도순문사(東北面都巡問使)에 올랐다. 그의 아들 강석덕(姜碩德)은 세종의 둘째 부인 영빈강씨의 아버지가 된다. 그는 개성유수와 지돈령부지사(知敦寧府事) 등을 지냈다.
강석덕의 아들 강희안(姜希顔)·강희맹(姜希孟) 형제는 통정공파의 대표적 인물이다. 강희안은 세종 때 문과에 급제하고, 집현전 직제학이 되어 정인지·성삼문 등과 훈민정음 창제에 참여하였다. 뒤에 단종복위에 연루되었으나 성삼문의 변호로 화를 면하고 뒤에 호조참의를 지냈다. 그는 시서화삼절(詩書畵三絶)이라 불릴 정도로 당대의 독보적인 존재였다. 연산군 때 우의정을 지낸 강구손(姜龜孫)은 강희맹의 아들이고, 세조 때 영의정을 지낸 강맹경(姜孟卿)은 강희안의 4촌형이 된다. 강희안의 동생 강희맹은 문장가이자 서화가로 이름이 높았다. 그는 세조의 총애를 받아 세자빈객(世子賓客)이 되고 병조판서·이조판서 등을 거쳐 좌찬성에 올랐다.

강회중의 후손인 통계공파에서는 선조 때 우의정을 지낸 강사상(姜士尙)과 역시 선조 때 평난공신에 오르고 이조판서·병조판서를 거쳐 중추원판사를 지낸 진흥군(眞興君) 강신(姜紳)이 있으며, 왕자사부(王子師傅)를 거쳐 임진왜란 때 호성공신(扈聖功臣)에 오르고, 진창군(晋昌君)에 봉해진 강인(姜絪) 형제가 있다.
또한 정묘호란의 주역으로 불리는 강홍립(姜弘立)도 강신의 아들이다. 특히 강인의 후손은 고종 때에 와서 강준흠(姜浚欽)·강시영(姜時永)·강문형(姜文馨)·강난형(姜蘭馨)·강우형(姜友馨)·강국형(國馨) 등 판서급 인물을 배출해서 명문가의 반열에 올랐다. 이 밖에도 인조 때 화포술(火砲術)을 개발한 강홍중(姜弘重)도 통계공파의 사람이다.
```
(2021년 기준) 진주 강씨 전체 
1,321.575명
 인구의 
79,90% (1,056,000명) 박사공 계용 파
```

소감공파 (少監公派)

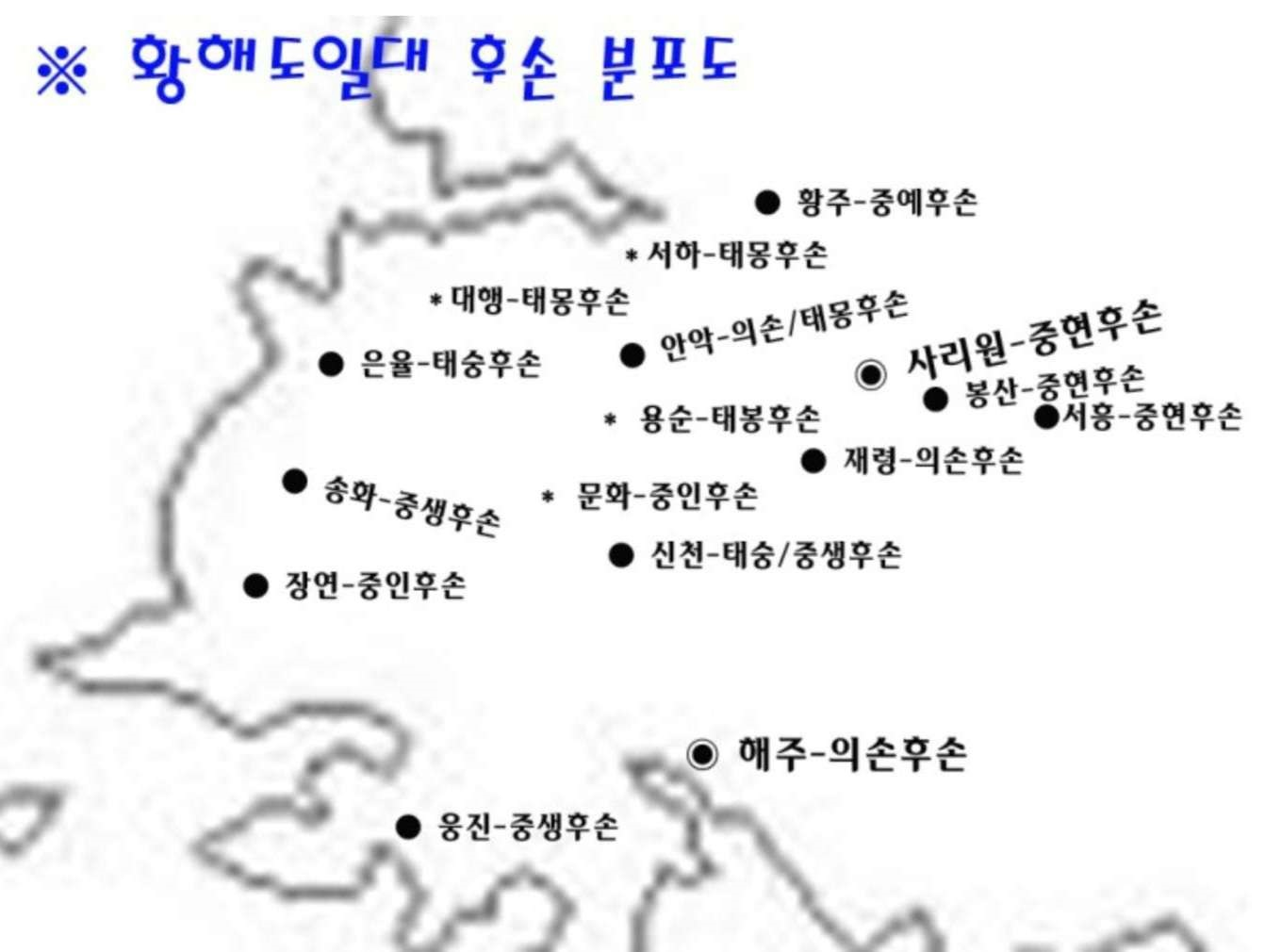
- 황해도 집성촌*

소감공(少監公) 강위용(姜渭庸)공께서는 고려 때 사도소감(司徒少監)을 지내시었다,

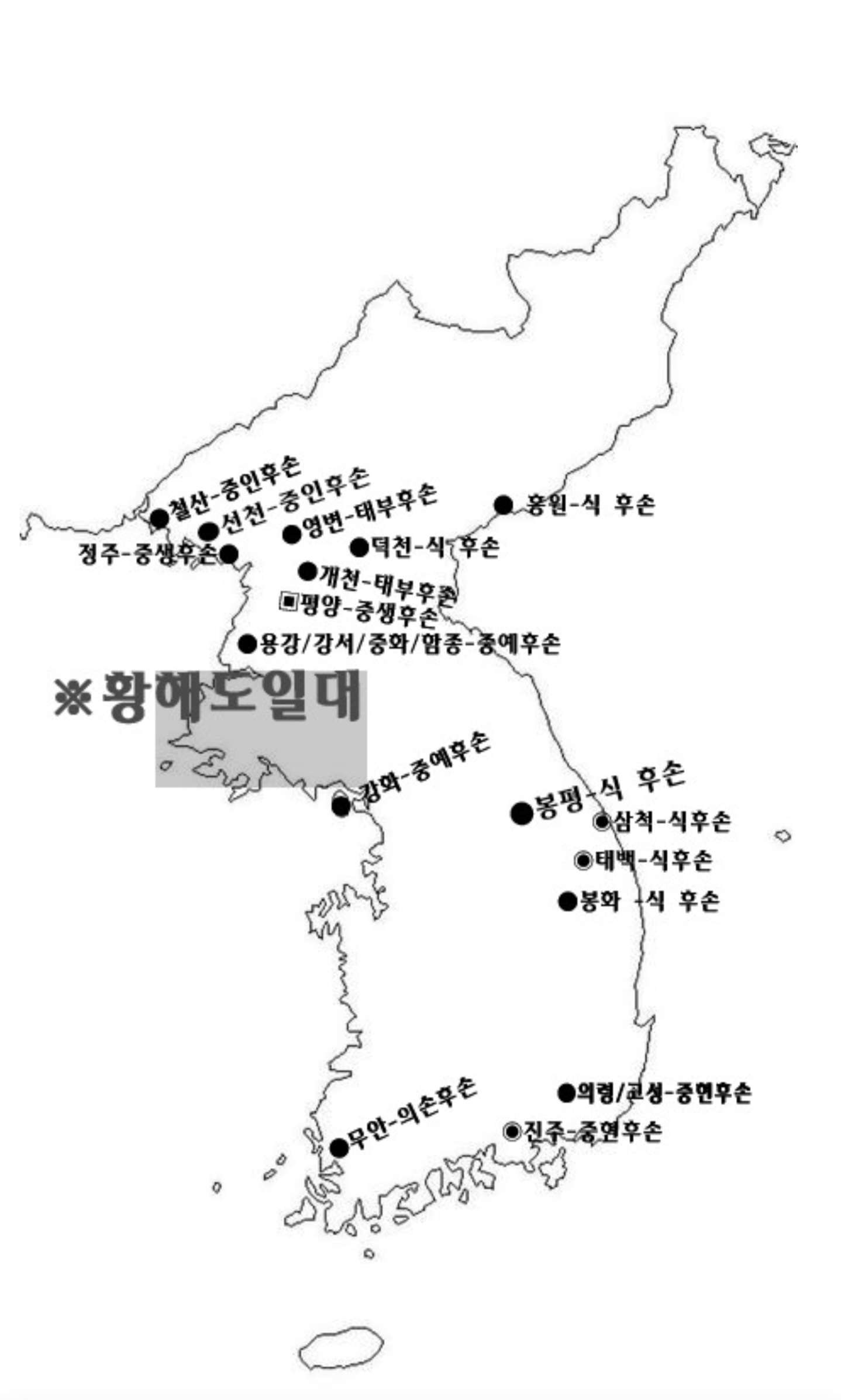
소감공파 집성촌

진주강씨 가문의 5대 파조로 소감공파의 파조이시다.
그의 증손자 강태(姜泰) 후손은 대상공파(大相公派)를, 강건(姜健) 후손은 태사공파(太師公派)를 형성하고 있다.
소감공파(少監公派)에서는 파조(派祖) 위용(渭庸)의 아들로 검교(檢校)를 지낸 문로(文老)와
문로(文老)의 아들로 군기시사(軍器侍事)를 지낸 충(冲)이 유명했다.
강충(姜冲)공의 아들이신 강태(姜泰) 공께서는 가선대부 대상(嘉善大夫 大相)으로 있으면서,
오랑캐의 침입을 당했으나, 부친상을 당하여 엎드려 곡하면서 한사코 자리를 뜨지 않자,
오랑캐도 감탄하여 해를 입히지 않았다고 전한다
상장군(上將軍) 희령(希齡)과 좌의정(左議政) 사덕(思德)이 뛰어났으며.
감찰(監察)을 역임한 중인(重仁)· 뢰(賚)· 순(洵) 등과 충순위(忠順衛) 육동(淯東),
교위(校尉)를 지낸 휴(眭)가 이름을 날렸다.
대상공 강태(姜泰)의 3대손 (초휘는 사경) 강공연 공께서는 문장과 사상이 뛰어나시었다.
1359년 (공민 8년) 사마시에 등제.
고려에서는 단상제이지만 부친상을 당해 여묘 3년을 지내고,
1374년 (공민23년) 과거에 급제해 판군기시사를 역임후에 형조전서에 증직 되시었고 효자정려가 섰다.
대상공 강태(姜泰)의 아우인 태사공 "강건 (姜健)"은 봉익태사 판호조전서에 추증되시었다.
"강건"의 3대손 "강사덕" 공께서는 1397년(태조 6년) 남포진첨제사 재직중에 왜적을 8급을 베는 공적을 세우고, 1399년(정종 1년) 형조 전서에 올랐다.
소감공의 후손들은 황해도 안악(安岳)을 중심하여 주로 황해도 북부지역과 평안도 덕천(德川) 정주(定州)에 많이 거주하고 있고, 
현재 남한에는 황해도에서 남하한 후손 일부가 대대로 족보 지키며 경남 의령, 강원도 삼척, 경북 봉화지방에서 분포 거주하고 있다. 
또한 고려 ~ 조선을 거쳐 후손 대대로 효자정려를 배출 한 파이다.
```
(2021년 기준) 진주 강씨 전체 
1,321.575
 인구의 
1,513% (약 2만명) 소감공 위용 파
```

시중공파(侍中公派) / 관서공파 (關西公派)
시중공파는 시중공의 손자 원로(元老)가 관서대장군(關西大將軍)을 지냈다 하여 관서대장군파라고도 한다.
관서대장군(關西大將軍) 강원로(姜元老)를 파조로 하고 있다. 그의 조부는 고려 중기 판문하시중(判門下侍中)을 지낸 강원용이며, 보문각직제학을 역임한 강기문(姜起文)이 친부이다. 후손들에서 많은 문하시중이 배출되었는데, 그중 전객령 문하시중을 역임한 강윤보(姜允輔)는 포은 정몽주와 도의교(道義交)를 맺기도 했다. 그는 조선이 건국되자 벼슬을 버리고 은거해버렸다. 또 9세손 강행(姜行)은 세조 때 일어난 이시애의 난을 평정하기도 했다.

## 인헌공파 (仁憲公派)
인헌공파 일부 후손중에 금천 강씨(衿川 姜氏)로 분성하였다.
삼한벽상공신 여후(三韓壁上功臣呂侯) 강궁진을 파조로 하고 있다.
강궁진은 고려를 건국할 때 태조 왕건으로부터 삼한벽상공신으로 봉해졌으며 여후(呂侯)로 있었다.
강궁진의 아들이 귀주대첩을 승리로 이끈 강감찬이다. 강감찬은 임헌복시(任軒覆試) 갑과에 장원급제하고 거란 10만 대군을 귀주에서 전멸시켰으며, 1030년(현종 21)에 문하시중(門下侍中)에 이르렀다. 현종의 묘정(廟廷)에 배향되었다. 시호는 인헌(仁憲)이다.
인헌공파의 인물로는 조선 인조 때 우의정 세자부(世子傅)를 지낸 문정공(文貞公) 강석기(姜碩期)가 있다.
그의 딸이 소현세자의 빈이 되는 민회빈 강씨이다. 소현세자가 독살을 당하고 그가 사약을 받게 되자,
그의 아내와 친모, 4형제가 모두 사돈인 인조에게 죽임을 당했다. 아들들 또한 제주도로 귀양 보내져 생을 마감했다.
일제 강점기 일본 총독에게 수류탄을 던진 의사 강우규도 인헌공파의 후손이다.

## 은열공파 (殷烈公派)
은열공파는 고려 때 강감찬 장군의 부장으로 출전하여 귀주대첩에서 거란을 물리친 은열공 강민첨을 중시조로 하는 파이다. 강민첨은 고려 광종 14년에 진주에서 태어났다. 현종 때 동여진(東女眞)이 영일과 청하로 쳐들어오자 도부서(都部署)의 문연(文演)·이인택(李仁澤) 등과 함께 이를 격퇴하였다. 또 1018년에는 거란군이 고려를 침입하자 강감찬의 부장으로 출전하여 흥화진(興化鎭)에서 적을 대파하였다. 패배한 소배압의 군사가 다시 개경으로 쳐들어오자 이를 추격하여 자주(慈州)에서 대승을 거두었다. 그 공으로 응양상장군이 되고 일등공신에 녹훈되었으며, 이듬해 지중추사 병부상서가 되었다. 시호는 은열이다.
그의 후손으로 조선 후기의 문인·화가·평론가로 유명한 강세황(姜世晃)이 있다. 그는 벼슬에 뜻을 두지 않고 시·서화에 열중하였고, 영조의 권유로 61세에 들어서 관직에 나가 병조참의와 한성부판윤을 지냈다. 그는 한국적인 남종문인화풍을 정착시키고 진경산수화를 발전시켰고, 풍속화·인물화를 유행시켰다. 그의 제자가 바로 김홍도이다.
그의 후손으로 강이오와 강이중은 혼천시계를 제작했으며, 강이오의 아들로 한성판윤을 지낸 강윤(姜潤)과 강건 형제는 휴대용 해시계(앙부일구)를 만들었다. 또한 그들 아들들도 앙부일구를 제작했다.

## 혼맥
『당호비고만성씨보(堂號備攷萬姓氏譜)』에 의하면 명문가 진주 강씨는 역시 명문가끼리만 혼맥을 맺었다. 진주 강씨는 이러한 혼맥으로 정치적·경제적 지위를 확립하였다.

## 인구
- 2000년 966,710명
- 2015년 진주 강씨 968,109명 + 진양 강씨 193,217명 = 1,161,326명

## 집성촌
- 서울특별시 금천구, 관악구
- 경기도 이천시
- 경상남도 남해군, 진주시
- 경상북도 안동시, 영주시
- 전라남도 나주시
- 전라북도 순창군, 남원시, 김제시
- 제주특별자치도 제주시, 서귀포시
- 대전광역시 서구
- 충청남도 아산시, 논산시
- 평양직할시
- 평안북도 정주시
- 함경남도 북청군, 덕천군
- 황해도 황주군, 봉산군, 연백군, 벽성군, 안악군

#### 제주도
제주도의 입도한 진주 강씨는 각각 1418년 태종 18년 강윤희(姜允熙) 공이 양녕대군의 폐위를 반대하다가 유배를 왔으며, 1436년 세종 18년에는 은둔생활을 위해 강인덕(姜仁德) 공이 입도를 하였고, 1506년 연산군 12년에는 갑자사화를 피해 강철(姜哲) 공이 입도하였다.
강윤희(姜允熙)

중시조 은렬공 강민첨의 제 13세손으로, 진주에서 출생하여, 문과에 급제하고 성균관 학관을 역임하고, 이어 형조좌랑과 사헌부 대사헌을 지냈다. 대사헌으로 역임하고 있던 1418년 태종 18년, 양녕대군의 폐출에 반대하다가 제주에 유배되었다. 당시 제주목 납읍에 정착하였고, 입도 후에는 학덕을 펼쳤다. 대정 일대에 후손들이 많이 살아 대정파 혹은 창강(倉姜)이라 불린다.
강인덕(姜仁德)

중시조 은렬공 강민첨의 제 15세손으로, 1406년 태종 6년에 출생하여, 은둔생활을 위해, 1436년 세종 18년에 제주도에 입도 하였다. 제주목 북포촌에 정착을 하여 학문에 힘썼고, 염통공악의 시조가 되었다. 그의 묘는 상여오름 남동쪽에 자리 잡고 있는데, 염통처럼 생겼다고 해서, 염통뫼라고 부르던 것에서 염통악파라는 이름이 유래되었다. 애월읍 어도리(1993년 봉성리로 개칭)에 집성촌이 있어서 어강(於姜)이라고도 부른다.
강철(姜哲)

중시조 박사공 강계용(姜啓庸)의 11세손으로, 성종 중엽 한양에서 출생하여 문과에 급제하여 진용교위(進勇校尉)에 올랐다. 1506년 연산군 12년에 갑자사화로 재종형(再從兄) 대사간 강형(姜詗)이 화를 입자, 전라도 완산으로 피신했다가 멸문지화를 면하기 위해 제주로 입도하였다. 제주목 오라리에 정착하여 후진 교육에 힘썼다. 애월읍 물메오름, 수산봉(水山峰)에 묘가 있는데, 이 수산봉을 따서 수산파 혹은 수강(水姜)라고 한다. 입도조인 강철의 조부인 강윤이 정랑공이어서 정랑공파라고도 부른다.

## 항렬자
- 은열공파(殷烈公派) 밀직공, 학사공, 부사공, 사평공, 진사공

| 26세              | 27세          | 28세              | 29세          | 30세              | 31세          | 32세              | 33세          | 34세              | 35세          | 36세              | 37세          | 38세              | 39세          | 40세              | 41세          | 42세              | 43세          | 44세              | 45세          |
| ----------------- | ------------- | ----------------- | ------------- | ----------------- | ------------- | ----------------- | ------------- | ----------------- | ------------- | ----------------- | ------------- | ----------------- | ------------- | ----------------- | ------------- | ----------------- | ------------- | ----------------- | ------------- |
| 口식(植) 口병(秉) | 희(熙) 환(煥) | 口규(圭) 口서(瑞) | 옥(鈺) 전(銓) | 口수(洙) 口순(淳) | 병(柄) 계(桂) | 口염(琰) 口훈(勳) | 재(在) 기(基) | 口용(鎔) 口황(鎤) | 낙(洛) 준(準) | 口모(模) 口래(來) | 병(炳) 연(然) | 口균(均) 口채(埰) | 현(鉉) 진(鎭) | 口원(源) 口윤(潤) | 수(秀) 표(杓) | 口찬(燦) 口섭(燮) | 주(周) 규(奎) | 口석(錫) 口탁(鐸) | 승(承) 영(永) |

- 박사공파(博士公派) 진원군

| 21세   | 22세              | 23세                 | 24세                       | 25세                 | 26세                       | 27세                 | 28세                       | 29세                 | 30세                       | 31세                 | 32세                       | 33세                 | 34세                       | 35세                 | 36세                       | 37세                 | 38세                       | 39세                 | 40세                       |
| ------ | ----------------- | -------------------- | -------------------------- | -------------------- | -------------------------- | -------------------- | -------------------------- | -------------------- | -------------------------- | -------------------- | -------------------------- | -------------------- | -------------------------- | -------------------- | -------------------------- | -------------------- | -------------------------- | -------------------- | -------------------------- |
| 재(在) | 口회(會) 口흠(欽) | 영(永) 한(漢) 원(源) | 口수(秀) 口형(馨) 口원(元) | 희(熙) 창(昌) 대(大) | 口원(遠) 口중(中) 口신(信) | 성(聲) 호(鎬) 석(錫) | 口구(求) 口택(澤) 口순(淳) | 병(秉) 내(來) 모(模) | 口묵(默) 口준(焌) 口현(顯) | 교(敎) 배(培) 응(應) | 口탁(鐸) 口연(鍊) 口종(鍾) | 준(浚) 우(雨) 식(湜) | 口목(穆) 口영(榮) 口화(樺) | 휘(輝) 훈(薰) 형(炯) | 口규(奎) 口은(垠) 口철(喆) | 진(鎭) 갑(鉀) 옥(鈺) | 口철(澈) 口원(沅) 口제(濟) | 환(桓) 직(稷) 삼(杉) | 口열(烈) 口욱(煜) 口병(炳) |

## 관련 유적지

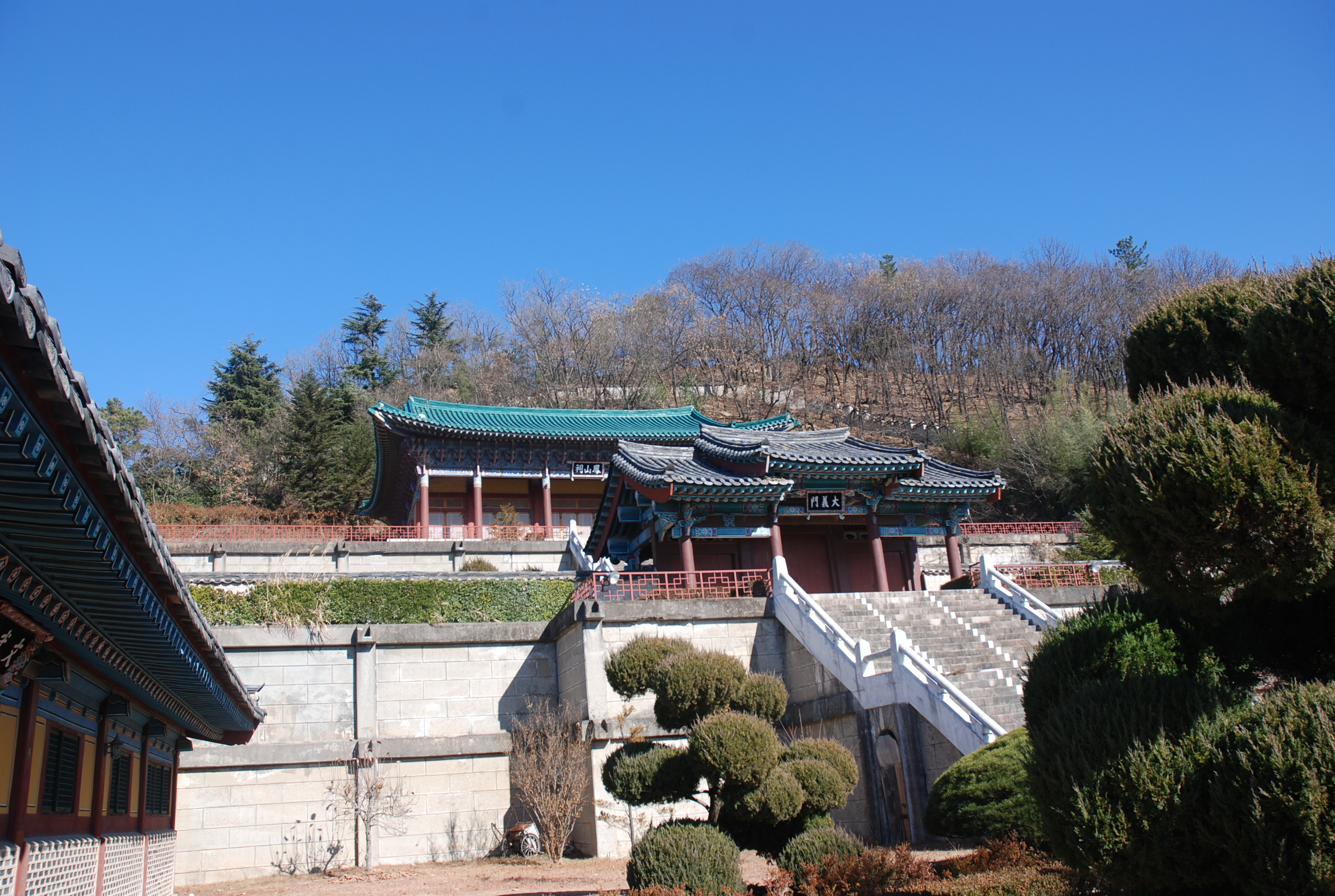
강이식 장군을 모신 봉산사

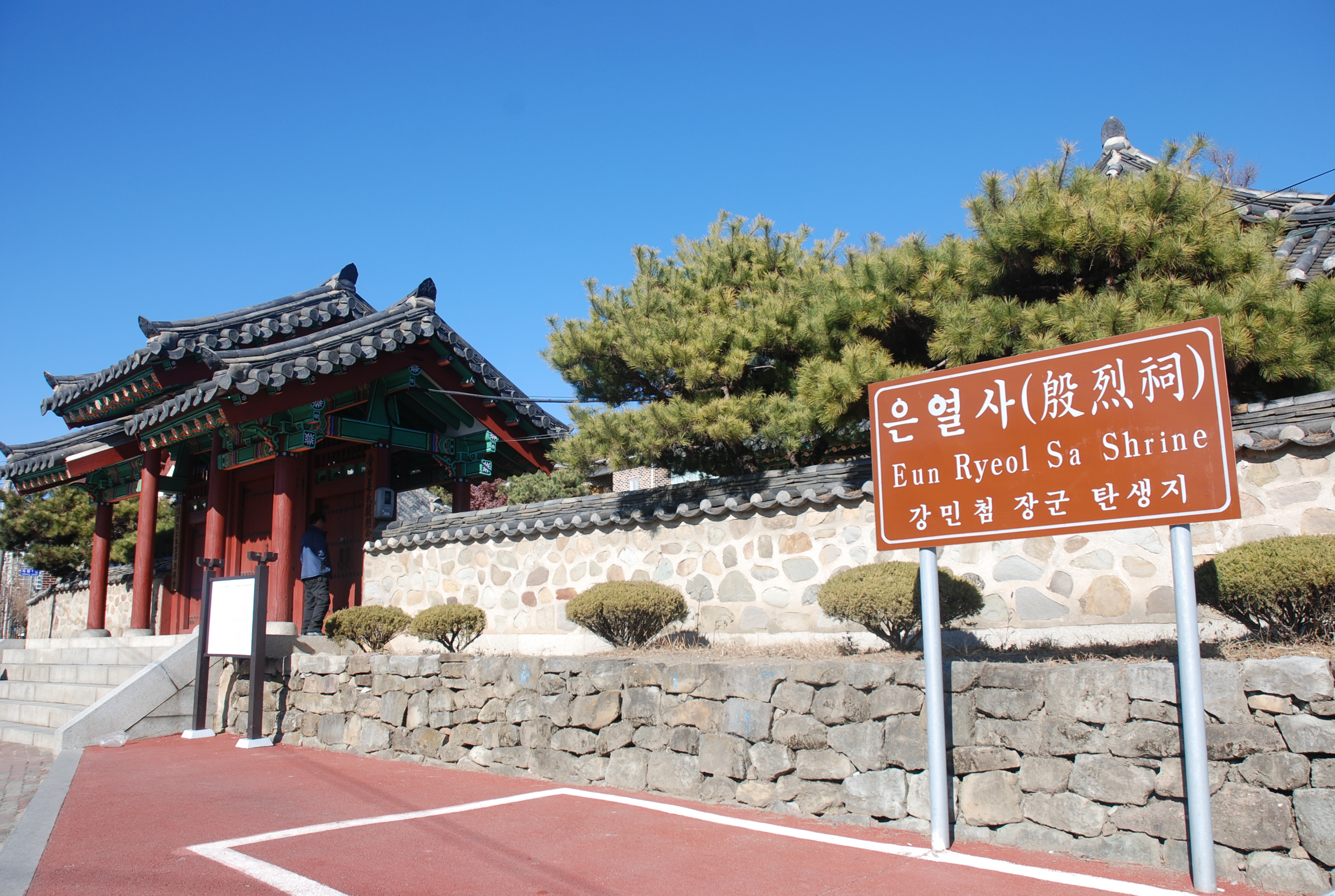
강민첨 장군의 탄생지 은렬사

### 봉산사
봉산사는 경상남도 진주시 상봉동 885에 위치한 사당이며, 시조인 강이식 장군을 모신 사당이다.

### 은렬사
은렬사는 경남문화재자료 14호로 경상남도 진주시 옥봉남동 622번지에 위치한다. 은렬사에는 은렬공 강민첨의 유허지(탄생지), 유허비, 은열사, 강민첨 장군의 모사화 등이 있다.

### 은렬공 묘소
충청남도 문화재 제 319호로 예산군 대술면 이치리 산 34에 위치하며, 묘소와 홍살문, 신도비, 사적비, 예산재, 경앙문 등이 있다. 이곳에서 음력 3월 11일에는 춘향제를, 음력 10월 5일에는 시향을 올린다.

### 낙성대
낙성대는 서울특별시 유형문화재 제4호로 서울시 관악구 봉천동 산48에 위치하고 있다. 고려의 명장 강감찬 창군의 출생지로, 출생 시 별이 떨어졌다고 하여 낙성대라는 이름이 생겼다. 사당인 안국사와 서울특별시 기념물 제3호인 낙성대유지가 있다.

## 같이 보기
- 금천 강씨
- 봉산 강씨